# La Bâtie-Divisin
La Bâtie-Divisin è un comune francese soppresso e frazione del dipartimento dell'Isère della regione dell'Alvernia-Rodano-Alpi. Dal 1º gennaio 2016 si è fuso con i comuni di Les Abrets e Fitilieu per formare il nuovo comune di Les Abrets-en-Dauphiné.

## Società

### Evoluzione demografica
Abitanti censiti